# يوكي كاواكامي
يوكي كاواكامي (باليابانية: 川上 優樹) (مواليد 18 يوليو 1997) هو لاعب كرة قدم ياباني.

## وصلات خارجية
- يوكي كاواكامي على موقع رابطة كرة القدم اليابانية للمحترفين (اليابانية)
- يوكي كاواكامي على موقع قاعدة بيانات كرة القدم.إي يو (الإنجليزية)
- يوكي كاواكامي على موقع Soccerway.com (الإنجليزية)
- يوكي كاواكامي على موقع عالم كرة القدم.نت (الإنجليزية)